# Melanie Faisst
Melanie Faisst ou Melanie Faißt en graphie allemande, née le 12 février 1990 à Titisee-Neustadt, est une sauteuse à ski allemande.

## Parcours sportif

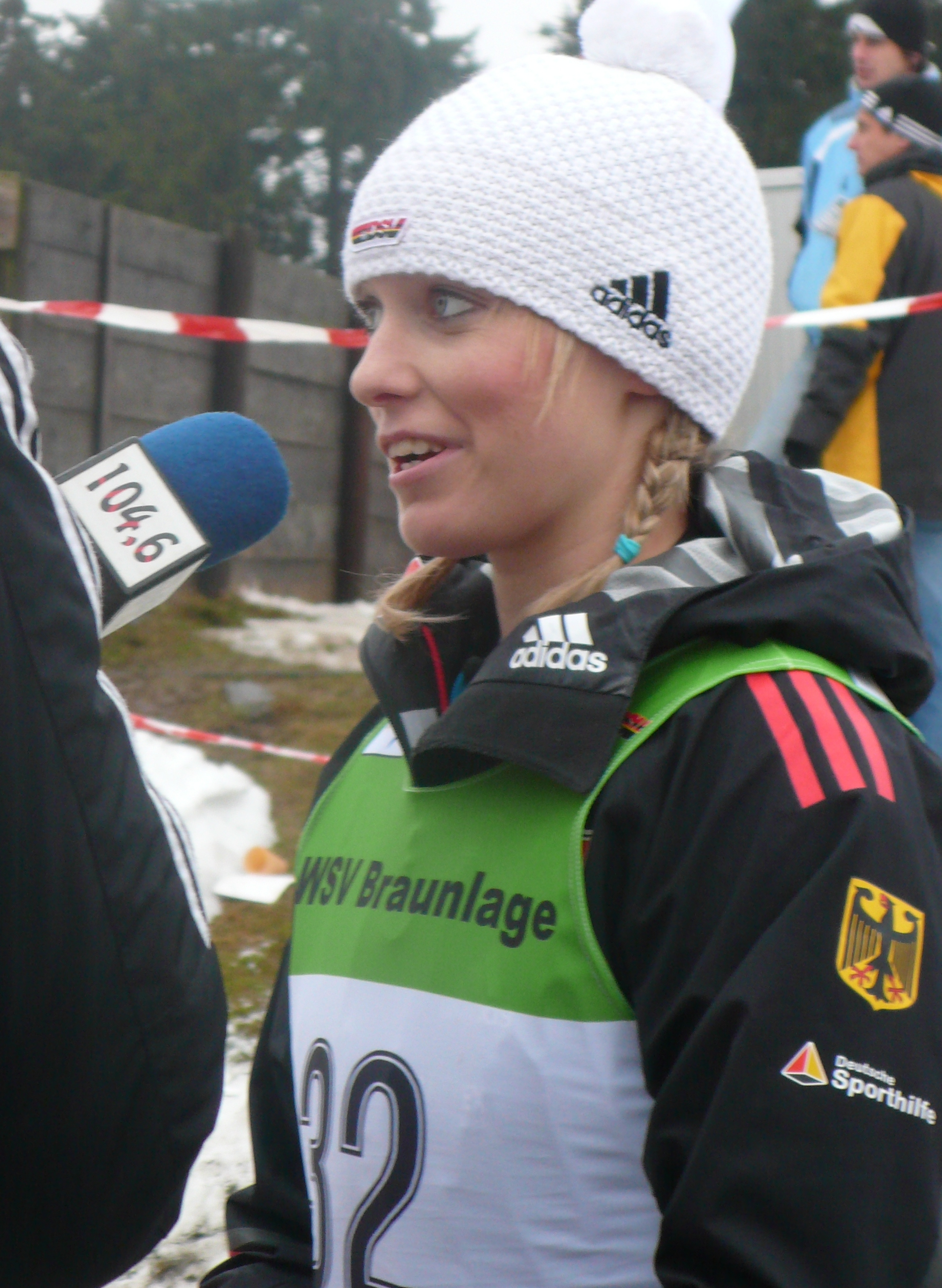
Melanie Faisst

### Débuts internationaux
Melanie Faisst fait ses débuts internationaux à Meinerzhagen le 24 août 2003 lors d'une compétition « FIS », qu'elle termine à la 23e place, elle a alors 13 ans.
Dès la première saison de Coupe continentale féminine de saut à ski à l'hiver 2005, elle participe à quatre concours, marque des points trois fois avec une place de 21e comme meilleur résultat.

### Saisons 2006 à 2011

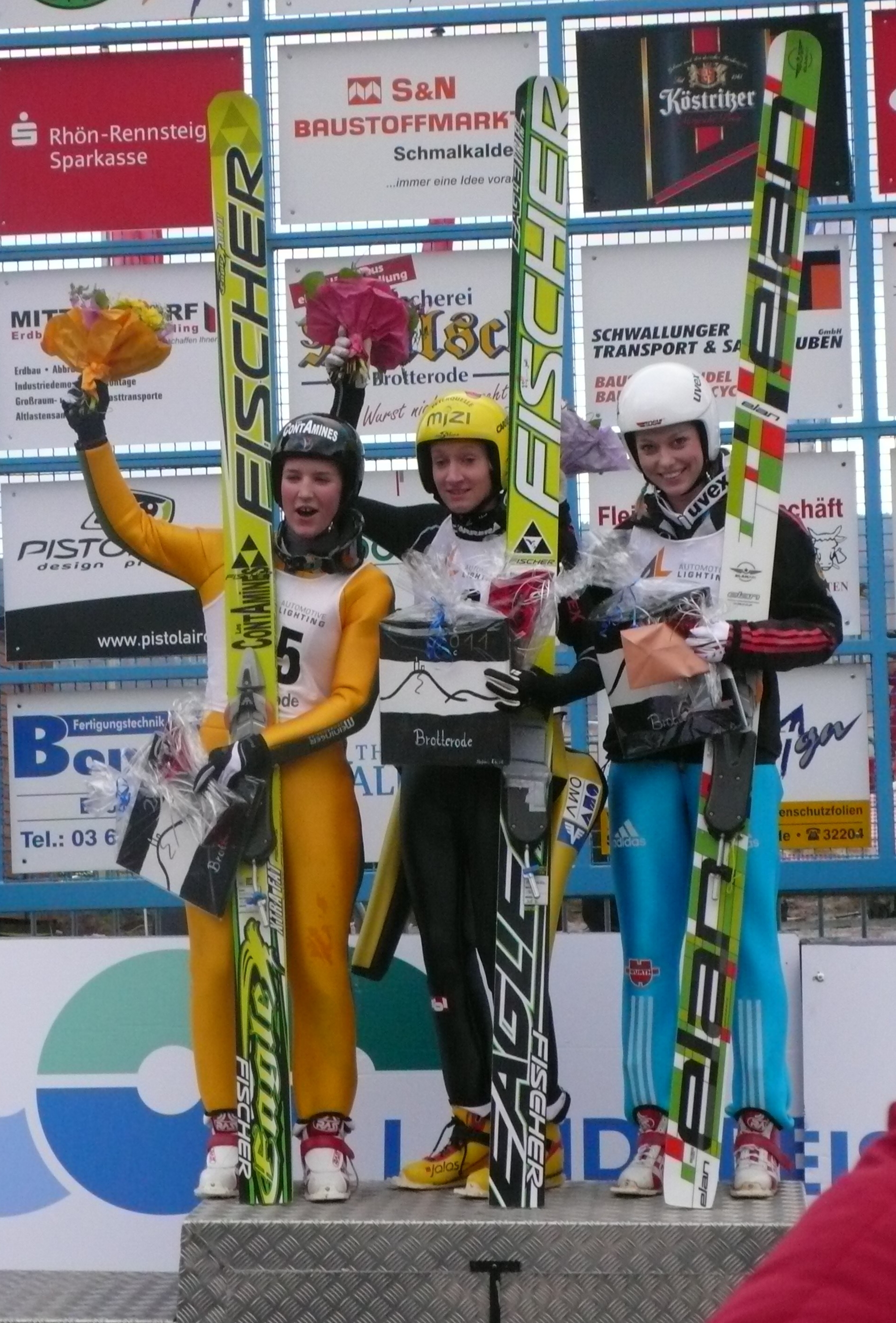
Melanie Faisst 3e à Brotterode le 6 février 2011.

### Saison 2012
Melanie Faisst monte sur le podium à la 3e place dès l'épreuve inaugurale de Coupe du monde féminine de saut à ski, le 3 décembre 2011 à Lillehammer, pour l'occasion couplée avec une épreuve masculine sur le même tremplin HS100. Elle remonte de la 4e place obtenue à la première manche grâce au deuxième meilleur saut de la deuxième manche devant Daniela Iraschko qui termine 4e et Coline Mattel qui termine 2e.
Elle participe ensuite aux épreuves de coupe continentale à Notodden, où elle se place deux fois quatrième le 9 et le 10 décembre 2011.
Elle prend sa retraite sportive en 2014, après avoir échoué à se qualifier pour les Jeux olympiques de Sotchi.

## Palmarès

### Championnats du monde
- Oslo 2011 : 9e.

### Championnats du monde junior
- Kranj 2006 : 11e
- Tarvisio 2007 : 8e
- Zakopane 2008 : 4e
- Hinterzarten 2010 : 11e

### Coupe du monde
- 1 podium individuel.

#### Classements généraux annuels
| Année | Rang |
| 2012  | 8e   |
| 2013  | 25e  |

### Coupe continentale
- Meilleur classement général : 4e en 2011.
- Meilleur classement de la Coupe continentale estivale : 3e en 2009.
- 7 podiums.